# 國營常陸海濱公園
36°24′2″N 140°35′29″E / 36.40056°N 140.59139°E

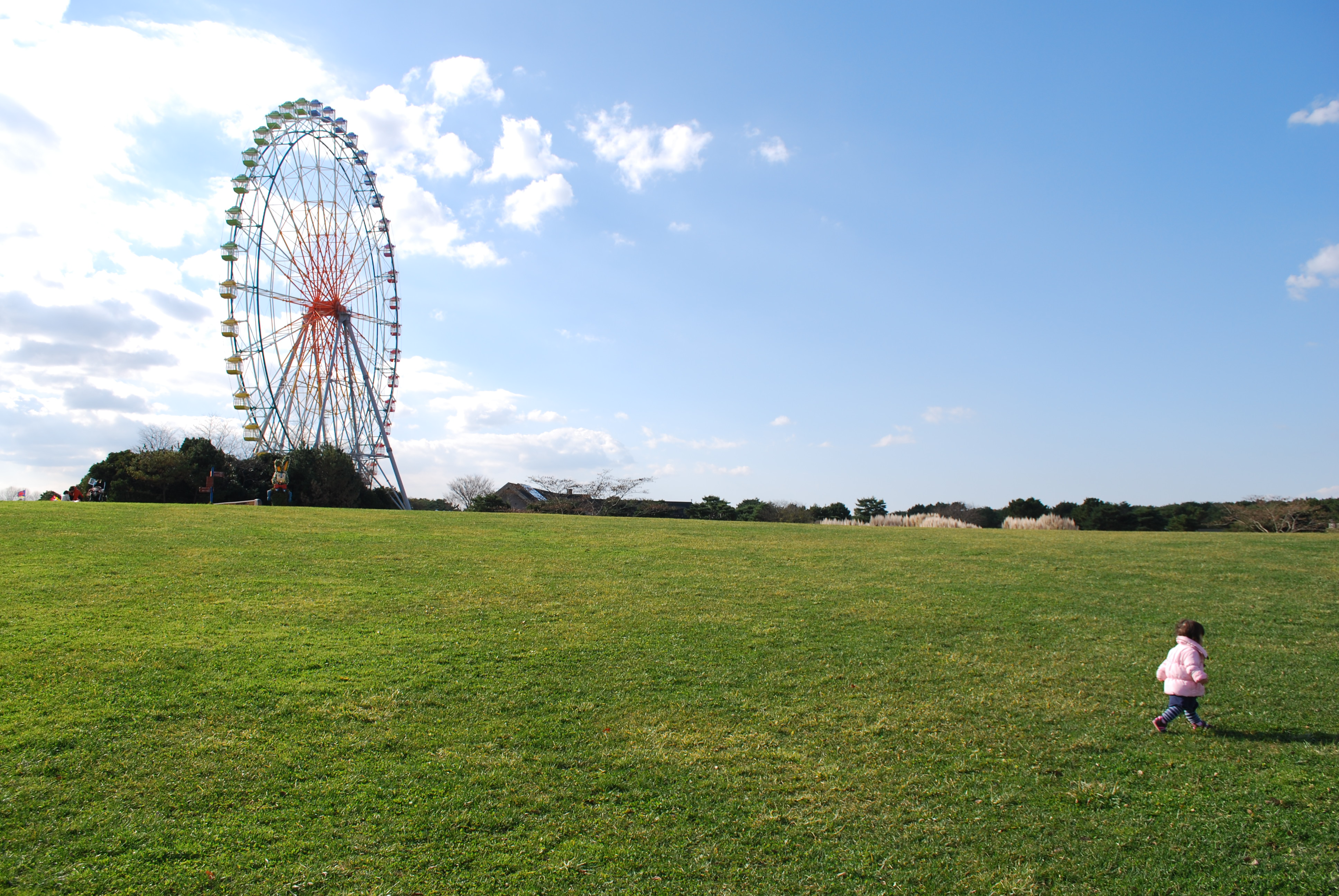
國營常陸海濱公園

國營常陸海濱公園（日语：国営ひたち海浜公園）是位於日本茨城縣常陸那珂市的國營公園。1991年建立。

## 外部連結
- 国営ひたち海浜公園 （页面存档备份，存于）（日語）